# UPCN Vóley Club 2016-2017
Questa voce raccoglie le informazioni riguardanti l'UPCN Vóley Club nelle competizioni ufficiali della stagione 2016-2017.

## Organigramma societario
Area direttiva
- Presidente: Enrique Valle, Rolando Llorens

Area tecnica
- Allenatore: Fabián Armoa
- Allenatore in seconda: Gustavo Molina
- Scoutman: Alberto Varela Frontier

Area sanitaria
- Medico: Javier Garcés
- Preparatore atletico: Pablo Añón
- Kinesiologo: Simón Ponthot
- Massaggiatore: José Navarro

## Rosa
| N° | Nome                | Ruolo | Data di nascita  | Nazionalità sportiva |
| -- | ------------------- | ----- | ---------------- | -------------------- |
| 1  | Pablo Guzmán        | C     | 6 aprile 1988    | Argentina            |
| 2  | Gustavo Scholtis    | S     | 16 dicembre 1982 | Argentina            |
| 3  | Francisco Lloveras  | C     | 19 novembre 1991 | Argentina            |
| 4  | Sebastián Garrocq   | L     | 27 novembre 1979 | Argentina            |
| 5  | Valerio Vermiglio   | P     | 1º marzo 1976    | Italia               |
| 6  | Mariano Vildósola   | S     | 30 gennaio 1991  | Argentina            |
| 7  | Nikolaj Učikov      | S/O   | 13 aprile 1986   | Bulgaria             |
| 8  | Gustavo Bonatto     | C     | 2 gennaio 1986   | Brasile              |
| 9  | Sebastián Brajkovic | P     | 10 febbraio 1982 | Argentina            |
| 10 | Nicolás Lazo        | S     | 16 aprile 1995   | Argentina            |
| 11 | Ezequiel Palacios   | S     | 2 ottobre 1992   | Argentina            |
| 13 | Santiago Álvarez    | S/O   | 17 aprile 1988   | Argentina            |
| 14 | Javier Filardi      | S     | 7 febbraio 1980  | Argentina            |
| 15 | Luciano Chirino     | L     | 15 ottobre 1998  | Argentina            |
| 15 | Martín Kindgard     | P     | 15 dicembre 1986 | Argentina            |
| 16 | Juan Cruz Ramírez   | S     | 22 febbraio 1998 | Argentina            |
| 17 | Matías Salvo        | L     | 25 gennaio 1991  | Argentina            |
| 18 | Martín Ramos        | C     | 26 agosto 1991   | Argentina            |
| 19 | Diego Almarcha      | L     | 10 maggio 1996   | Argentina            |
| 20 | Ignacio Novas       | C     | 7 dicembre 1998  | Argentina            |

## Statistiche

### Statistiche di squadra
| Competizione               | Punti | In casa | In casa | In casa | In trasferta | In trasferta | In trasferta | Totale | Totale | Totale |
| Competizione               | Punti | G       | V       | P       | G            | V            | P            | G      | V      | P      |
| -------------------------- | ----- | ------- | ------- | ------- | ------------ | ------------ | ------------ | ------ | ------ | ------ |
| Liga Argentina de Voleibol | 44    | 15      | 11      | 4       | 16           | 11           | 5            | 31     | 22     | 9      |
| Coppa Máster               | -     | -       | -       | -       | -            | -            | -            | 2      | 2      | 0      |
| Coppa ACLAV                | 0     | 2       | 0       | 2       | 0            | 0            | 0            | 2      | 0      | 2      |
| Campionato sudamericano    | 6     | -       | -       | -       | -            | -            | -            | 5      | 3      | 2      |
| Totale                     | -     | 17      | 11      | 6       | 16           | 11           | 5            | 40     | 27     | 13     |

G = partite giocate; V = partite vinte; P = partite perse

### Statistiche dei giocatori
| Giocatore    | Liga Argentina de Voleibol | Liga Argentina de Voleibol | Liga Argentina de Voleibol | Liga Argentina de Voleibol | Liga Argentina de Voleibol | Coppa Máster | Coppa Máster | Coppa Máster | Coppa Máster | Coppa Máster | Coppa ACLAV | Coppa ACLAV | Coppa ACLAV | Coppa ACLAV | Coppa ACLAV |
| Giocatore    | P                          | PT                         | AV                         | MV                         | BV                         | P            | PT           | AV           | MV           | BV           | P           | PT          | AV          | MV          | BV          |
| ------------ | -------------------------- | -------------------------- | -------------------------- | -------------------------- | -------------------------- | ------------ | ------------ | ------------ | ------------ | ------------ | ----------- | ----------- | ----------- | ----------- | ----------- |
| D. Almarcha  | ?                          | ?                          | ?                          | ?                          | ?                          | -            | -            | -            | -            | -            | -           | -           | -           | -           | -           |
| S. Álvarez   | 25                         | 46                         | 37                         | 9                          | 0                          | 2            | 3            | 3            | 0            | 0            | 2           | 0           | 0           | 0           | 0           |
| G. Bonatto   | 30                         | 344                        | ?                          | 78                         | ?                          | 2            | 40           | 27           | 12           | 1            | 2           | 11          | 8           | 2           | 1           |
| S. Brajkovic | 31                         | 34                         | 8                          | 14                         | 12                         | 2            | 1            | 0            | 1            | 0            | 2           | 1           | 0           | 0           | 1           |
| L. Chirino   | ?                          | ?                          | ?                          | ?                          | ?                          | -            | -            | -            | -            | -            | -           | -           | -           | -           | -           |
| J. Filardi   | 31                         | 258                        | 189                        | 41                         | 28                         | 2            | 17           | 17           | 0            | 0            | 2           | 11          | 8           | 2           | 1           |
| S. Garrocq   | 31                         | 0                          | 0                          | 0                          | 0                          | 2            | 0            | 0            | 0            | 0            | 2           | 0           | 0           | 0           | 0           |
| P. Guzmán    | 31                         | 53                         | 36                         | 14                         | 3                          | 0            | 0            | 0            | 0            | 0            | 2           | 7           | 5           | 2           | 0           |
| M. Kindgard  | 19                         | 2                          | 0                          | 2                          | 0                          | -            | -            | -            | -            | -            | -           | -           | -           | -           | -           |
| N. Lazo      | 31                         | 350                        | 311                        | 26                         | 13                         | 2            | 28           | 21           | 4            | 3            | 2           | 13          | 12          | 1           | 0           |
| F. Lloveras  | 25                         | 0                          | 0                          | 0                          | 0                          | 0            | 0            | 0            | 0            | 0            | 0           | 0           | 0           | 0           | 0           |
| I. Novas     | ?                          | ?                          | ?                          | ?                          | ?                          | -            | -            | -            | -            | -            | -           | -           | -           | -           | -           |
| E. Palacios  | ?                          | ?                          | ?                          | ?                          | ?                          | -            | -            | -            | -            | -            | -           | -           | -           | -           | -           |
| J.C. Ramírez | ?                          | ?                          | ?                          | ?                          | ?                          | -            | -            | -            | -            | -            | -           | -           | -           | -           | -           |
| M. Ramos     | 31                         | 290                        | 202                        | 80                         | 8                          | 2            | 19           | 13           | 6            | 0            | 2           | 24          | 19          | 4           | 1           |
| M. Salvo     | 28                         | 0                          | 0                          | 0                          | 0                          | 2            | 0            | 0            | 0            | 0            | 2           | 0           | 0           | 0           | 0           |
| G. Scholtis  | 25                         | 3                          | 3                          | 0                          | 0                          | 0            | 0            | 0            | 0            | 0            | 2           | 0           | 0           | 0           | 0           |
| N. Učikov    | 30                         | 450                        | 378                        | 35                         | 37                         | 2            | 43           | 41           | 2            | 0            | 2           | 28          | 27          | 1           | 0           |
| V. Vermiglio | ?                          | ?                          | ?                          | ?                          | ?                          | 2            | 2            | 0            | 0            | 0            | 1           | 0           | 0           | 0           | 0           |
| M. Vildósola | 31                         | 19                         | 16                         | 2                          | 1                          | 0            | 0            | 0            | 0            | 0            | 2           | 1           | 1           | 1           | 0           |

P = presenze; PT = punti totali; AV = attacchi vincenti; MV = muri vincenti; BV = battute vincenti

NB: Non sono disponibili i dati relativi al Campionato sudamericano per club e totali